# Johanna van Bretagne
Johanna van Bretagne, bijgenaamd de lamme (ca. 1319 - Guingamp, 10 september 1384) was suo jure tussen 1341 en 1364 hertogin van Bretagne. Haar claims op het hertogdom werden betwist door het huis Montfort, wat leidde tot de Bretonse Successieoorlog.

## Biografie
Johanna van Bretagne werd geboren als de dochter van Gwijde van Penthièvre, de tweede zoon van Arthur II van Bretagne, en Jeanne d'Avaugour. Ze erfde van haar vader het graafschap Penthièvre. In 1337 huwde ze in Parijs met Karel van Blois, en toen vier jaar later haar grootvader Jan III van Bretagne overleed, grepen zij de macht in het hertogdom. Nog hetzelfde jaar bracht Karel van Blois leenhulde aan de Franse koning Filips VI in Conflans. Hun regering werd echter betwist door Jan van Montfort, waarop de successieoorlog uitbrak.
Jan van Montfort overleed al in 1345 waarop diens vrouw Johanna van Vlaanderen de wapens tegen hen opnam om het recht van haar zoon te verdedigen. Twee jaar later werd Karel van Blois gevangengenomen door de Engelsen, die de claim van de Montforts steunden. Hij kwam pas na negen jaar vrij, waarop de strijd werd hervat. Na de dood van Karel in de Slag bij Auray werd de successiestrijd in het voordeel van de Montforts beslist. De uiteindelijke vrede werd gesloten in het Verdrag van Guérand en Johanna verkreeg een royaal pensioen vanwege de claims die ze opgaf.
Toen in 1379 Jan IV in ballingschap moest naar Engeland, trachtte koning Karel V van Frankrijk Bretagne te annexeren en Johanna was geschokt door de schending van haar rechten. Zowel haar medestanders als die van de Montforts riepen Jan IV terug naar Bretagne om de macht van het hertogdom te herstellen. In 1384 overleed Johanna en werd ze begraven in Guingamp.

## Nageslacht
Johanna kreeg samen met Karel van Blois zes kinderen:
- Margarita, gehuwd met Charles de La Cerda
- Maria (1340-1404), gehuwd met Lodewijk I van Anjou
- Jan (1345-1405)
- Gwijde (-1385)
- Hendrik (-1400)
- Karel (gestorven voor 1365)